# Ich komme (pjesma)
Ich komme je pjesma finske pjevačice Erike Vikman. Napisali su je i producirali Christel Roosberg i Jori Roosberg. Pjesma je objavljena 17. siječnja 2025. i predstavljat će Finsku na Pjesmi Eurovizije 2025.

## Pozadina i kompozicija
Pjesmu su napisali i producirali Christel Roosberg i Jori Roosberg (Roos+Berg). a spaja finsku disco i elektronsku glazbu. Stihovi odražavaju "radosnu poruku užitka, ekstaze i stanja transa" te seksualni užitak i postizanje vrhunca, koji se odražavaju u njegovoj strukturi, koja odgovara načinu na koji se postiže seksualni vrhunac.